# Antoni Mansó Figuerola
Antoni Mansó Figuerola   (Barcelona, 15 de febrer de 1874 - Barcelona, 21 de gener de 1903) fou un prometedor actor còmic del teatre català de finals del segle xix.

## Biografia[1]
Antonio Maria Mansó y Figuerola. Nascut a Barcelona el 15 de febrer de 1874 i batejat a la catedral l'endemà. Començà la seva carrera representant comedietes en teatres de sala y arcoba fins que va començar a fer aparicions a teatres més importants. L'any 1891, als 17 anys ja apareixia a petites obres del Romea, guanyant-se així la simpatia del públic des del primer moment.
Posteriorment, cap al 1896 formà part de la companyia d'Anton Tutau com a primer actor còmic en obres com La taberna, Los Hugonotes, o Juan José. Més tard, es quedà al Principal amb la companyia d'Albert Llanas fins que aquesta es va dissoldre, moment en què va passar definitivament al Teatre Romea. Va participar en representacions com La filla del mard'Àngel Guimerà i Jorge i Lo cor del poble d'Ignasi Iglésias. Va ser en gran part actor de comèdia. Representà paròdies, peces còmiques breus (sainets, monòlegs...), però també va participar en obres dramàtiques com Gent de vidre (en el paper de Xarau). Compartí escenari amb actors com Jaume Capdevila o Enric Borràs i va actuar sota la direcció de dramaturgs com Frederic Soler.
També escrivia petites peces teatrals que quedaren inèdites.
Es casà a l'edat de 24 anys amb Maria de Montserrat Eroles y Gerardin, de 17 anys.
La seva prometedora carrera dins el teatre català va quedar sobtadament interrompuda quan va morir prematurament el 21 de gener de 1903, als 29 anys, probablement a causa d'una pulmonia, deixant la seva vídua de 22 anys amb un fill de dos anys.

## Trajectòria professional[2]
Les obres en les que va fer aparició durant la seva trajectòria van ser molt nombroses, però la seva etapa d'esplendor se centra entre els anys 1899-1903, durant els quals formava part de la companyia del teatre català Romea, cosa que el portà a l'aparició en diverses estrenes, a més de moltíssimes reposicions d'obres ja estrenades i actuacions fora del mateix teatre. Durant la temporada d'estiu d'aquests anys també representava obres en altres poblacions com Sabadell o Martorell. A continuació apareix una relació de les estrenes del teatre Romea en les quals va participar durant els últims anys de la seva vida.

### 1892
- 21 d'abril: Barba Roja, Frederic Soler: en el paper de Esclau 2n

### 1899
- 2 d'octubre: Estrena de Tant tens tant vals, Lluís Nogué: en el paper de Samuel
- 9 d'octubre: Estrena de L'alegria de la casa: en el paper de Teu
- 16 'octubre: Estrena de A cal notari, Josep Asmarats: en el paper de Carté
- 20 d'octubre: Estrena de La primera volada, Joan Manuel Casademunt i J. Senat: en el paper de Quirze
- 27 d'octubre: Estrena de Lo secret del nunci, Teodor Baró: en el paper de Joan
- 20 de novembre: Estrena de Lo general Bum-bum, Pere Garriga i Folch: en el paper de Bartomeu
- 4 de desembre: Estrena de Els minayres, Manuel Rovira i Serra: en el paper de Tofol
- 11 de desembre: Estrena de La Celestina, Frederic Fuentes i Aguiló: en el paper de Ramon
- 15 de desembre: Estrena de Els drapaires, Manuel Rovira i Serra: en el paper de Home de farsas
- 18 de desembre: Estrena de La germana gran, Albert Llanas: en el paper de Secretari
- 28 de desembre: Estrena de El comte gravat, Ramon Ramon Vidales: en el paper de Roquero

### 1900
- 12 de febrer: Estrena de La planxadora, Jacint Capella i Feliu: en el paper de Jaumet
- 30 de març: Estrena de Els amics porten fatics, Joaquim Ayné i Rabell: en el paper de Climent
- 6 d'abril: Estrena de La filla del mar, Àngel Guimerà: en el paper de Rufet
- 15 de maig: Estrena de El secret d'un testament, Josep Argila i Font: en el paper de Mariano
- 25 de setembre: Estrena de La neboda, Teodor Baró: en el paper de Miquel
- 9 d'octubre: Estrena de Carme!, Jaume Capdevila: en el paper de Liseo
- 13 de novembre: Estrena de Els dos conills, Frederic Fuentes i Aguiló: en el paper de Areldo de barri
- 26 de novembre: Estrena de El si de las noyas, Albert de Sicília Llanas i Castells: en el paper de Bertran

### 1901
- 4 de gener: Estrena de Lo desheretat, Ramon Bordas i Estragués: en el paper de Batista
- 25 de gener: Estrena de Gent de vidre, Manuel Rovira i Serra: en el paper de Xarau
- 5 de febrer: Estrena de Toqui-la que serem cunyats!, Lluís Vilaplana: en el paper de Quimet
- 26 de febrer: Estrena de Carn de llop, Francesc Colomer: en el paper de Mussiú
- 8 de març: Estrena de Viatge urgent, Josep M. Pous: en el paper de Oficial de sala
- 6 de maig: Estrena de Els criollos de l'Ensanxe, Josep Negre: en el paper de Nofre
- 20 de maig: Estrena de Goig sense alegria, Josep Campderrós: en el paper de Rusiñol
- 24 de maig: Estrena de Mal de moda, Josep Argila: en el paper de Simon
- 21 de setembre: Estrena de La tornada d'en Baldiri, Pau Parellada: en el paper de Vinarra
- 7 d'octubre: Estrena de La societat del Bon Aprecio o el ball de la punyalada, Josep Got Anguera: en el paper de Saragata
- 11 d'octubre: Estrena de La llibertat, Santiago Rusiñol i Prats: en el paper de Menestral II i Exaltat
- 21 d'octubre: Estrena de Lluita de cacics o la elecció de regidors, Ramon Ramon Vidales: en el paper de Ton de la Laya
- 36 de novembre: Estrena de La cotorra del convent, Emili Boix: en el paper de Climent
- 6 de desembre: Estrena de La casa dels valents, Ramon Franqueza: en el paper de Trinxeraire
- 28 de desembre: Estrena de La nit dels Innocents, Ramon Ramon Vidales: en el paper de Drapaire - Estrena de L'himne d'en Riego, Pau Parellada: en el paper de Cipaio - Estrena de Sis tiros! d'Artur Guasch i Tombas: en el paper de D. Cinto

### 1902
- 3 de gener: Estrena de Los marqueses de Guayaba, Frederic Fuentes i Aguiló: en el paper de Simon
- 20 de gener: Estrena de El cor del poble, Ignasi Iglésias i Pujadas: en el paper de Xic
- 11 de març: Estrena de La pecadora, Àngel Guimerà: en el paper de Andreu
- 1 d'abril: Estrena de El regiment de Malgrat, Pau Parellada: en el paper de Pagès
- 29 d'abril: Estrena de Els jocs florals de Camprosa, Santiago Rusiñol: en el paper de M. Pere
- 5 de maig: Estrana de Una model, Manuel Rovira i Serra: en el paper de Àngel
- 18 de novembre: Aigua que corre, Àngel Guimerà: en el paper de Estanislau

## Fons
El fons personal de l'actor ha estat cedit al Centre de Documentació i Museu de les Arts Escèniques, que s'ha encarregat de la seva catalogació.